# Grep
grep é um programa para linha-de-comando de sistemas Unix/Linux que faz buscas no conteúdo dos arquivos (ou input) procurando linhas que encontrem a expressão regular mencionada. Todas as linhas encontradas são mostradas na saída padrão (geralmente o monitor).
O nome da aplicação provém de três comandos (global / regular expression / print) disponíveis em antigos editores de texto como o ed.
Este programa encontra-se também disponível para utilização em ambiente Windows através da biblioteca de ferramentas Cygwin, do projecto gnuwind32 entre outras variantes comerciais.

## Exemplo
O seguinte exemplo demonstra a utilização do grep em conjunto com outro comando. O primeiro comando lista todos os processos exibindo o resultado na saída padrão (stdout, ou standard output). Em seguida, por meio do "pipe" ("|"), o resultado (a lista de processos) alimenta o grep, que apenas listará os processos com o nome mencionado.
```
ps aux | grep <nome>
```

Este exemplo apresenta a utilização da opção -F do programa. Esta opção permite a pesquisa num conjunto de ficheiros pela ocorrência de qualquer um dos padrões submetidos.
```
grep -F 'if 
then 
else 
fi' file1 file2
```

Assim seriam apresentadas todas as linhas, dos ficheiros file1 e file2, onde fosse encontrada qualquer uma das quatro palavras mencionadas acima.